# Bergeforsens dämningsområde
Bergeforsens dämningsområde är en sjö i Timrå kommun i Medelpad och ingår i Indalsälvens huvudavrinningsområde. Sjön har en area på 1,86 kvadratkilometer och ligger 21,3 meter över havet. Sjön avvattnas av vattendraget Indalsälven.
Sjön är den konstgjorda sjö som bildades då Bergeforsens kraftverk med dess 38 meter höga och 410 meter långa damm 1959 stod färdig.

## Delavrinningsområde
Bergeforsens dämningsområde ingår i det delavrinningsområde (693431-157729) som SMHI kallar för Rinner till Bergeforsens Dämningsomr. Medelhöjden är 19 meter över havet och ytan är 1,62 kvadratkilometer. Räknas de 2407 avrinningsområdena uppströms in blir den ackumulerade arean 25 722,79 kvadratkilometer. Avrinningsområdets utflöde Indalsälven mynnar i havet. Avrinningsområdet har 1,49 kvadratkilometer vattenytor vilket ger det en sjöprocent på 92,2 procent.